# Oh Jin-hyek
Oh Jin-hyek (kor. 오진혁; * 15. August 1981 in der Provinz Chungcheongnam-do) ist ein südkoreanischer Bogenschütze.

## Erfolge
Oh Jin-hyek nahm an den Olympischen Spielen 2012 in London teil und gewann im Einzel als erster männlicher südkoreanischer Bogenschütze die Goldmedaille. Gemeinsam mit Im Dong-hyun und Kim Bub-min gewann er zudem die Bronzemedaille im Mannschaftswettbewerb. Dabei verbesserten die drei Athleten in der Platzierungsrunde den Weltrekord um 18 Ringe auf 2087. Mit der Mannschaft gelangen ihm bereits im Vorfeld mehrere Erfolge: 2009 und 2011 gewann Oh Jin-hyek mit ihr die Weltmeisterschaft, 2010 die Goldmedaille bei den Asienspielen. Im Jahr 2011 wurde Oh Jin-hyek außerdem im Einzel Vize-Weltmeister. Im Mannschaftswettbewerb der Olympischen Spiele 2020 in Tokio wurde Oh mit Kim Woo-jin und Kim Je-deok Olympiasieger.
Oh Jin-hyek studiert Social Work Studies an der Hanil University in Wanju.